# McCartney III Imagined
McCartney III Imagined — альбом ремиксов на песни с McCartney III, восемнадцатого сольного альбома английского музыканта Пола Маккартни. Был выпущен в цифровом виде 16 апреля, а 23 июля на физических носителях. Он включает в себя ремиксы многих исполнителей.
Композиции были подобраны Маккартни с участием «друзей, поклонников и совершенно новых знакомых». Версия Доминика Файка «The Kiss of Venus» была выпущена в качестве первого сингла, за ней последовали версия Бека «Find My Way» и версия EOB «Slidin'».
Одновременно с его выпуском Маккартни провёл живые беседы через Instagram Live с несколькими участниками. Альбом в целом получил положительные отзывы. После того, как McCartney III добился такого же успеха, он стал первым альбомом ремиксов, который возглавил чарт продаж лучших альбомов Billboard более чем за десять лет, а также занял первое место в Rock Albums и Vinyl Albums charts.

## Об альбоме
Для McCartney III Imagined Маккартни привлёк многочисленных соавторов для создания ремиксов и исполнения альбома, включая Бека, Доминика Файка, Khruangbin, St. Vincent, Дева Хайнса, Фиби Бриджерс, Эда О’Брайена, Деймона Албарна, Джоша Хомма, Андерсона Пака, Роберта Де Ная и Идриса Эльбу.

## Отзывы критиков
| Совокупная оценка | Совокупная оценка |
| Источник          | Оценка            |
| ----------------- | ----------------- |
| AnyDecentMusic?   | 7.0/10            |
| Metacritic        | 76/100            |
| Оценки критиков   |                   |
| Источник          | Оценка            |
| AllMusic          | [ 9 ]             |
| Clash             | 8/10              |
| Exclaim!          | 8/10              |
| The Independent   | [ 12 ]            |
| Loud and Quiet    | 6/10              |
| musicOMH          | [ 14 ]            |
| NME               | [ 15 ]            |
| The Observer      | [ 16 ]            |
| Paste             | 8.0/10            |
| Pitchfork         | 6.6/10            |
| Uncut             | 7/10              |

На сайте Metacritic, который присваивает нормализованный рейтинг из 100 баллов рецензиям профессиональных изданий, McCartney III Imagined имеет средний балл 76 на основе 11 рецензий, что указывает на «в целом благоприятные отзывы». Сайт-агрегатор AnyDecentMusic? дал альбому 7 баллов из 10, основываясь на своей оценке консенсуса критиков.

## Список композиций
Все песни написаны Полом Маккартни.
| №                   | Название                                           | Длительность |
| ------------------- | -------------------------------------------------- | ------------ |
| 1.                  | «Find My Way» (при участии Бека)                   | 4:53         |
| 2.                  | «The Kiss of Venus» (версия Доминика Файка)        | 2:23         |
| 3.                  | «Pretty Boys» (при участии Khruangbin)             | 5:48         |
| 4.                  | «Women and Wives» (ремикс St. Vincent)             | 3:00         |
| 5.                  | «Deep Down» (ремикс Blood Orange)                  | 4:24         |
| 6.                  | «Seize the Day» (при участии Фиби Бриджерс)        | 3:29         |
| 7.                  | «Slidin'» (ремикс EOB)                             | 2:39         |
| 8.                  | «Long Tailed Winter Bird» (ремикс Дэймона Албарна) | 4:10         |
| 9.                  | «Lavatory Lil» (версия Джоша Хомме)                | 2:53         |
| 10.                 | «When Winter Comes» (ремикс Андерсона Пака)        | 2:21         |
| 11.                 | «Deep Deep Feeling» (ремикс 3D RDN)                | 11:23        |
| Общая длительность: | Общая длительность:                                | 47:23        |

| №                   | Название                                        | Длительность |
| ------------------- | ----------------------------------------------- | ------------ |
| 12.                 | «Long Tailed Winter Bird» (ремикс Идриса Эльбы) | 2:44         |
| Общая длительность: | Общая длительность:                             | 50:07        |

## Чарты
| Чарт (2021)                       | Высшая позиция |
| --------------------------------- | -------------- |
| Франция (SNEP)                    | 104            |
| Япония (Oricon)                   | 28             |
| Шотландия (Scottish Albums Chart) | 3              |
| Испания (PROMUSICAE)              | 46             |
| Великобритания (UK Albums Chart)  | 13             |
| США (Billboard 200)               | 19             |